# Grand-Am Road Racing
La Grand Am Road Racing o Grand Am era un ente, nato nel 1999, per organizzare gare di corse su strada nel Nord America. Da subito obiettivo principale fu la Rolex Sports Car Series, una serie di campionati di gare di resistenza. Ha sancito cinque serie di corse automobilistiche. Fu annunciata nel settembre 2012 la fusione  con la American Le Mans Series, nonché principale concorrente statunitense di Grand Am. Dal 2014 prendono il nome di Tudor United SportsCar Championship, dopo l’unione con l'International Motor Sports Association.

## Contesto
La Grand American Road Racing Association è stata fondata nel 1999 e aveva sede a Daytona Beach, in Florida, vicino alle sedi di NASCAR, International Speedway Corporation (ISC) e Daytona International Speedway. Sebbene abbia avuto origine da alcuni membri della comunità NASCAR, Grand-Am è incentrato su diversi stili di corsa, comprese le corse di auto sportive e le corse di auto da turismo sui circuiti di corse su strada in tutto il Nord America. Il 4 settembre 2008, NASCAR Holdings ha annunciato l'acquisizione della Grand American Road Racing Association nel tentativo di unire le risorse di comunicazione, ricerca e marketing in un'unica entità, consentendo a ciascuna organizzazione di continuare a controllare le proprie serie di corse. Il 5 settembre 2012 la serie ha annunciato che si sarebbe fusa con la American Le Mans Series di Braselton, con sede in Georgia. Entrambe le serie sono rimaste attuali nel 2013 e hanno iniziato una serie combinata nel 2014.

## Rolex Sports Car Series
La prima serie di Grand-Am è stata la Rolex Sports Car Series, nata nel 2000 come successore del defunto United States Road Racing Championship degli Stati Uniti. Combinando classi di Le Mans Prototype e auto di produzione in stile Grand Touring, la serie era incentrata sulla 24 Ore di Daytona ma includeva un'ampia varietà di piste americane, canadesi e messicane.
Nel 2003, la serie ha sostituito i suoi prototipi da corsa sportiva con i nuovi prototipi Daytona, una classe su misura costruita appositamente per la serie Rolex. Queste auto da corsa convenienti offrono un ambiente di corsa relativamente economico in cui la tecnologia è attentamente controllata per garantire corse ravvicinate e parità approssimativa tra diversi telai e motori.
Per la stagione 2012, la serie Rolex ha lanciato prototipi di terza generazione con nuovi corpi, motori e telai. Questi nuovi telai sono stati progettati per mantenere bassi i costi creando allo stesso tempo forme del corpo con più caratteristiche del marchio. Il nuovo telaio è stato caratterizzato da Corvette e nuovi prototipi Ford.
Nel 2013 è stata introdotta la classe GX che funziona con carburante alternativo e nuova tecnologia che non era già in uso nelle auto GT. I produttori contendenti erano Mazda, Porsche e Lotus.

### Continental Tire Sports Car Challenge Series
Originariamente basata su una serie canadese prima di essere acquisita da Grand-Am, la Continental Tire Sports Car Challenge (originariamente conosciuta come Grand-Am Cup) è una serie di auto da turismo basata sulla produzione.

### Ferrari Challenge
Grand-Am è stato l'organismo sanzionatorio dietro il braccio nordamericano della serie internazionale Ferrari Challenge.

### Shell Historic Challenge
Legata alla serie Ferrari Challenge, la Shell Historic Challenge è una serie composta da vecchi modelli Ferrari, Maserati e Alfa Romeo gestiti dalla Scuderia Ferrari.

### Grand-Am iRacing.com Online Sports Car Series
Grand-Am ha anche autorizzato una serie di corse online attraverso il simulatore di corse iRacing.com.